# 鄭薰
鄭薰（？—？），字子溥，晚號七松处士，唐朝政治人物。

## 生平
唐文宗大和二年（828年）擢進士第。歷官考功郎中、翰林學士。出京擔任宣歙觀察使。當地牙將素驕縱，共謀將鄭薰驅逐出境，鄭薰無法控制局勢，只好奔逃揚州。懿宗初年，召还為太常少卿，累遷吏部侍郎，进左丞，以太子少师致仕，人稱郑少師。又知礼部貢举，多引薦寒俊之文士，如項斯、張喬、鄭谷等人。晚年居隐岩，植有松樹，號七松处士。

## 延伸阅读
[在维基数据编辑]
 在维基文库阅读此作者作品
 《新唐書/卷177》，出自《新唐書》